# Kiyoshi Saito
Kiyoshi Saito (født 11. oktober 1982) er en tidligere japansk fodboldspiller.
Han har spillet for flere forskellige klubber i sin karriere, herunder Roasso Kumamoto.